# Castello di Auckland

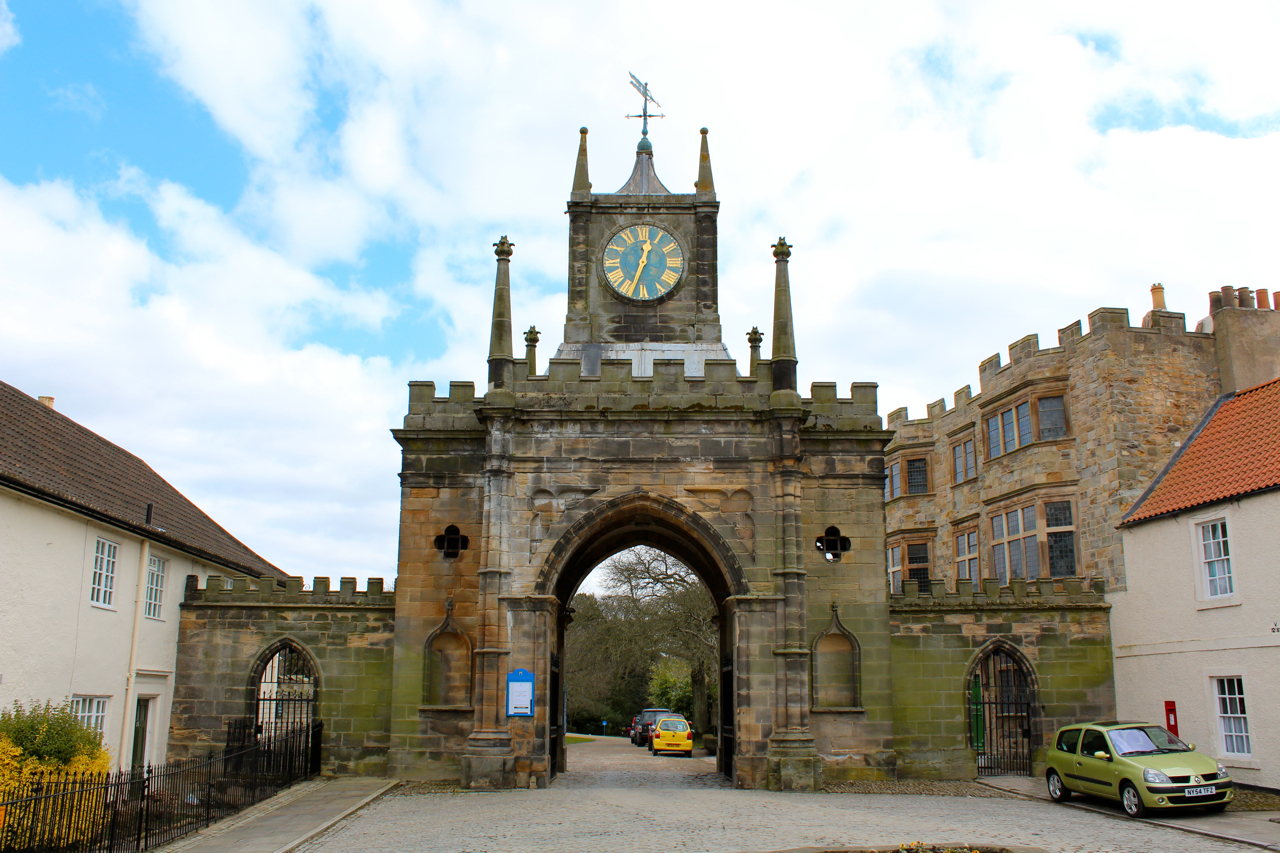
Ingresso del castello di Auckland

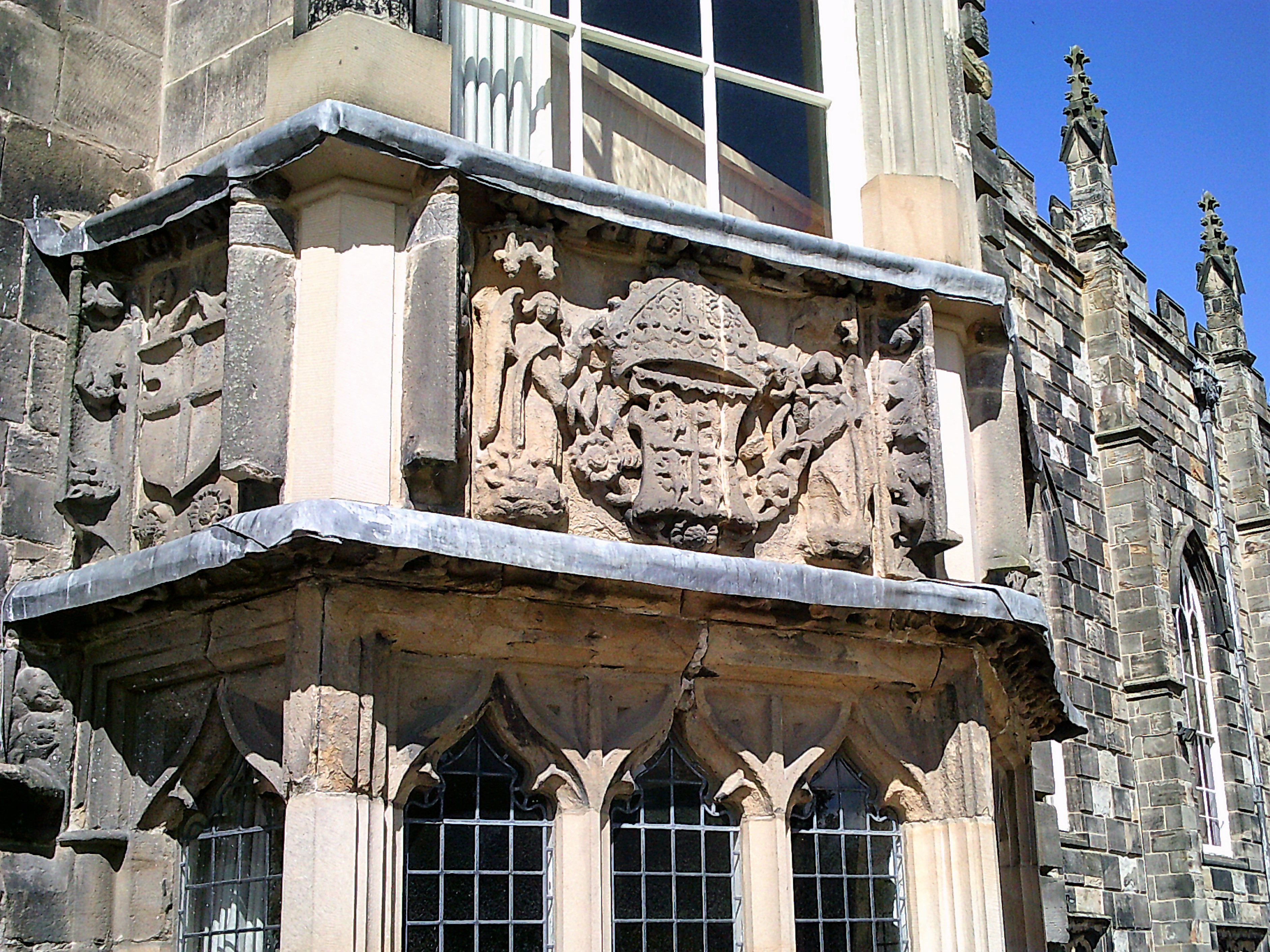
Scultura nelle mura del palazzo

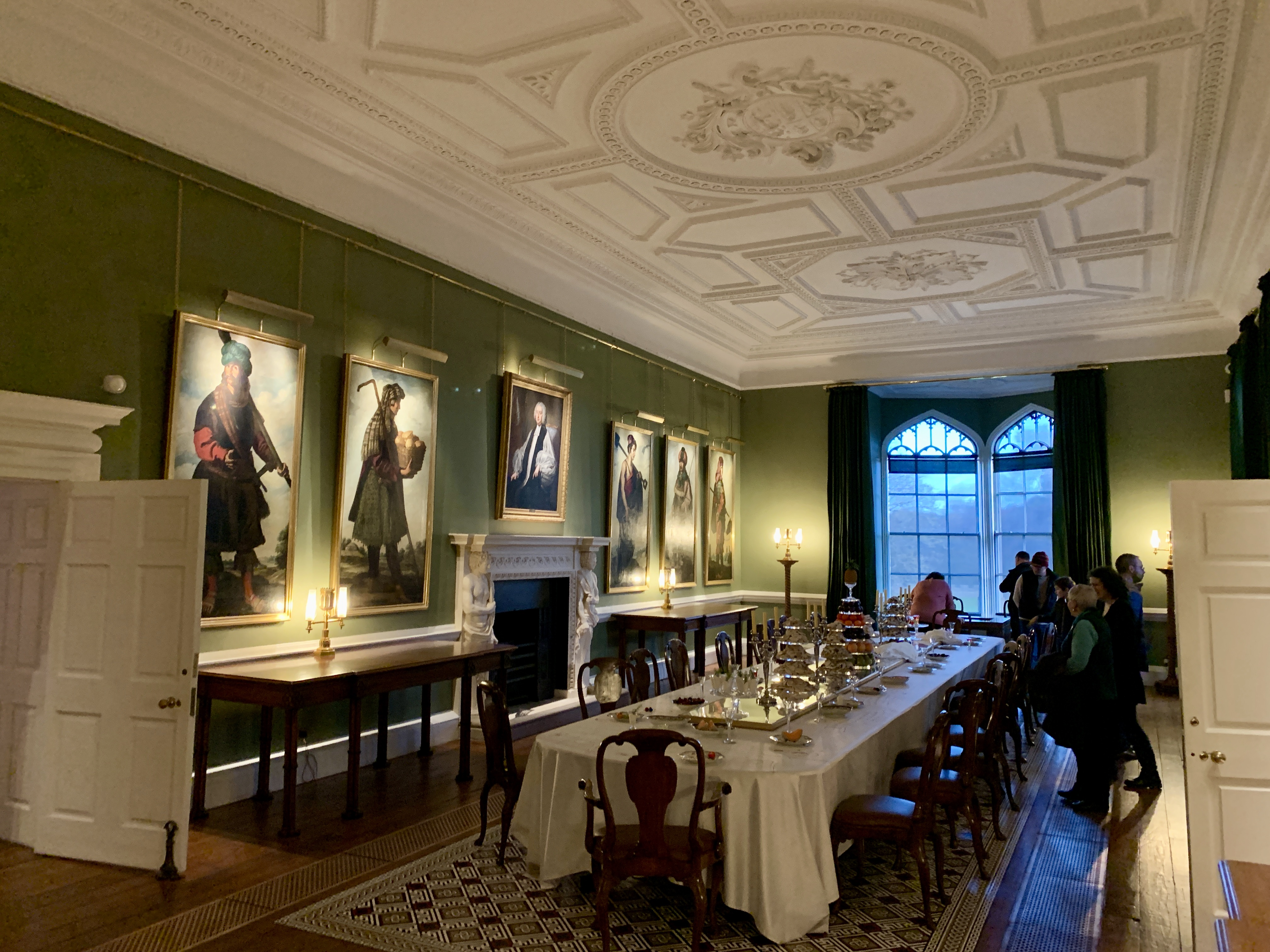
La sala da pranzo del castello di Auckland

Il palazzo di Auckland (in inglese Auckland Palace), noto storicamente come castello di Auckland (in inglese Auckland Castle), è un edificio in stile gotico del villaggio inglese di Bishop Auckland, nella contea di  Durham (Inghilterra nord-orientale): realizzato a tra la fine del XII secolo e il XVII secolo, fu per oltre otto secoli dimora e, dal 1832 al 2012, sede ufficiale dei vescovi di Durham.
L'edificio è classificato come palazzo di primo grado ed è annoverato tra i palazzi vescovili meglio conservati d'Europa.

## Storia
Le origini del palazzo risalgono al 1183, quando il vescovo Pudsey fece  costruire in loco una casa di campagna.  Circa un secolo dopo, per volere del vescovo Bek, l'edificio originario venne  rimodellato nello stile di un castello per essere adibito a residenza di caccia e diventare la residenza del vescovo-principe.
Nel corso del XIII secolo, venne realizzata all'interno della tenuta, per volere del vescovo Beck, una cappella dedicata a San Pietro.
Il palazzo acquisì la sua forma definitiva nel XVII secolo, in seguito alla ristrutturazione voluta dal voscovo Cosin. Sempre nel corso del XVII secolo, durante la guerra civile inglese, il palazzo venne occupato dalle truppe parlamentariane di Sir Oliver Cromwell.
Nel 1756 il vescovo Richard Trainor portò all'interno del palazzo una collezione di dipinti del pittore spagnolo Francisco de Zurbarán, acquistati all'asta per la cifra di 125 sterline più una copia di un dipinto dello stesso pittore che non riuscì ad acquisire.
A partire poi dal 1832, il castello di Auckland venne designato come la sede ufficiale dei vescovi di Durham.
Il palazzo cessò di essere la sede dei vescovi di Durham nel 2012, quando venne su iniziativa del collezionista e filantropo Jonathan Rutter, venne acquisito da una fondazione, la Auckland Castle Trust. Il castello di Auckland fu quindi sottoposto a un'opera di restauro prima di riaprire i propri battenti al pubblico nel 2019, quando venne rinominato "palazzo di Auckland".

## Architettura
Il palazzo si erge a Market Place, lungo il corso del fiume del fiume Wear.
Da vedere all'interno del palazzo è la collezione di dipinti (13 in tutto) del pittore spagnolo Francisco de Zurbarán (v. anche sezione "Storia") che ritraggono scene bibliche e il "Paradise Bed", un letto in legno di quercia forse proveniente dal palazzo di Westminster.
All'interno del palazzo, in un'ala costruita nel 2023, si trova poi il Faith Museum, un museo storico.